# وو ملك غوريو
الملك وو (ولد في 25 يوليو 1365 ومات في 31 ديسمبر 1389، وحكم من سنة 1374 إلى سنة 1388) هو ملك سلالة غوريو الثاني والثلاثين في كوريا.

## خلفية تاريخية
في القرن الثالث عشر قامت قوات المغول بغزو الصين وإنشاء سلالة يوان في سنة 1271. بعد عدد من غزوات المغول لغوريو، استسلمت الدولة ودخلت في سلام مع سلالة يوان. بعد ذلك ازدادت قوة سلالة مينغ بشكل كبير خلال القرن الرابع عشر وبدأت بمحاربة قوات يوان؛ ونتيجة لذلك فقد استطاعت غوريو أن تعيد سيطرتها في خمسينات القرن الرابع عشر على الأراض الشمالية والسيطرة على منطقة لياودونغ.

## الولادة
وفقاً للسجلات فإن الملك وو هو ابن بان يا خادمة شن دون من الملك غونغمن، والذي رفض الاعتراف بالطفل في بداية الأمر ورفض تسميته. نتيجة لهذا الرفض قام شن دون بأخذ الطفل معه وسماه مونينو (والذ يعني "خادم بوذا"). كما نشأ صراع شديد حول أصل الطفل مما جعل السماح له بالدخول إلى القصر أو العيش به غير ممكن.
بعد موت شن دون في سنة 1371 قام الملك غونغمن باستدعاء مونينو إلى القصر ليعترف به رسمياً ويعينه ولياً للعهد وابناً له. أعلن الملك غونغمن ابنه للبلاط الملكي كولي للعهد وسماه وو.

## الصعود إلى العرش
في سنة 1374 قاد أحد المسؤولين العسكريين من ذوي الرتب العالية واسمه إي إن إم، قاد مجموعة صغيرة ولكن قوية من مضادي مينغ، حيث قاموا بقتل الملك غونغمن.
هذه المجموعة المعارضة لمينغ عينت الطفل ذو الأحد عشر عاماً المولود من فتاة من العبيد كخليفة للملك غونغمن. إثر وفاة الملك غونغمن المفاجئة والغامضة قام الصينيون بالتشكيك في شرعية الملك وو المراهق.

## الصراع الدبلوماسي مع الصين
الصراع حول سياسة البروتوكولات الأجنبية الحاسمة لم يكن قد استقر حين أعلنت سلالة مينغ أنها تنوي إنشاء منصب قيادي يقع مقره الرئيسي في معبر تشوليونغ في الجزء الجنوبي من سهول مقاطعة هامغيونغ في سنة 1388.
بعد تشاور أكبر قائدين عسكريين في غوريو وهما الجنرال تشوي يونغ والجنرال إي سونغ غي سوياً، فقد قررا أنه من الأفضل إزالة مناهضي مينغ من السلطة في كايسونغ من أجل تقليل الخطر المتازيد من مينغ الصين. بدعم من إي سونغ غي، قام الجنرال تشوي بإبعاد إي إن إم من السلطة مع مجموعته في انقلاب عسكري سيطر على مفاتيح القوى في الحكومة.

## الضعف والسقوط
تزايد الشعور في كايسونغ بالحاجة إلى اتخاذ خطوات إيجابية ضد الصين، حيث نصح المستشارون الملك وو بأن يوجه جيشاً ضد قوات مينغ القوية. في مواجهة للرفض العام وضد سياسة غوريو القائمة في ذلك الوقت من عدم مهاجمة الدول المجاورة، فقد قام الملك وو بالإصرار على مهاجمة الصين.
في سنة 1388 أُمِرَ إي سونغ غي بطرد قوات مينغ من غوريو، ولكن الجنرال إي قام بقرار غير مجرى التاريخ الكوري عندما وصل إلى نهر أمروك. مع معرفته بأن كبار المسؤولين الحكوميين والسكان يدعمونه، قرر الجنرال العودة بجيشه إلى العاصمة والسيطرة على الحكومة بدلاً من تدمير جيشه في مواجهة مع الصينيين.
بعد عودة الجنرال إلى كايسونغ قام بطرد المدافعين عن الحكومة وأبعد الجنرال تشوي يونغ ثم قتله واغتصب السلطة من سلالة غوريو وسيطر على الحكومة. قام الجنرال أيضاً بعزل الملك وو ثم تعيين ابنه تشانغ ملكاً، ولكنه قام باغتيالهما فيما بعد عن طريق السم بعد سنة من تعيين الأمير غونغيانغ كخليفة للملك تشانغ.
الملك وو هو الملك الوحيد في تاريخ غوريو الطويل والذي لم يكن له اسم ما بعد وفاة لفترة حكمه.

## الأسرة
- الأب: الملك غونغمن (بالهانغل: 공민왕 | بالهانجا: 恭愍王)، (ولد في 1330 ومات في 1374، وحكم من 1351 إلى 1374).
- الأم الملكة (بالتبني): الملكة سنجونغ من عشيرة هان (بالهانغل: 순정왕후 한씨 | بالهانجا: 順靜王后 韓氏)، (ولدت في ؟ وماتت في 1374).
- الأم (الحقيقية): بان يا (بالهانغل: 반야 | بالهانجا: 般若)، (ولدت في ؟ وماتت في 1376).

### الزوجات والأبناء
- إي غنبي (بالهانغل: 근비 이씨 | بالهانجا: 謹妃 李氏)، ابنة إي رم من عشيرة غوسونغ، وأنجبت:
  - ابن: الملك تشانغ (بالهانغل: 창왕 | بالهانجا: 昌王)، (ولد في 1380 ومات في 1389، وحكم من 1388 إلى 1389).
- تشوي يونغبي (بالهانغل: 영비 최씨 | بالهانجا: 寧妃 崔氏)، ابنة تشوي يونغ من عشيرة تشولوون.
- نو ويبي (بالهانغل: 의비 노씨 | بالهانجا: 毅妃 盧氏)، ابنة نو يونغ سو، وصيفة سابقة لإي غنبي.
- تشوي سكبي (بالهانغل: 숙비 최씨 | 淑妃 崔氏)، ابنة تشوي تشون غوم، وصيفة سابقة لنو سكبي.
- غانغ أنبي (بالهانغل: 안비 강씨 | بالهانجا: 安妃 姜氏)، ابنة غانغ إن يو.
- شن جونغبي (بالهانغل: 정비 신씨 | بالهانجا: 正妃 申氏)، ابنة شن بيونغ سان.
- تشو دوكبي (بالهانغل: 덕비 조씨 | بالهانجا: 德妃 趙氏)، ابنة تشو يونغ غل، وصيفة نو بي.
- وانغ سونبي (بالهانغل: 선비 왕씨 | بالهانجا: 善妃 王氏)، ابنة وانغ هنغ.
- آن هيونبي (بالهانغل: 현비 안씨 | بالهانجا: 賢妃 安氏)، ابنة آن سك رو، وابنة أخ لآن جونغ بي إحدى محظيات الملك غونغمن.
- هواسن أونغجو (بالهانغل: 화순옹주 | بالهانجا: 和順翁主)، كساينغ سابقة واسمها الأصلي سومايهيانغ (بالهانغل: 소매향 | بالهانجا: 小梅香).
- ميونغسن أونغجو (بالهانغل: 명순옹주 | بالهانجا: 明順翁主)، كساينغ سابقة واسمها الأصلي يونسانغبي (بالهانغل: 연쌍비 | بالهانجا: 燕雙飛).
- يونغسون أونغجو (بالهانغل: 영선옹주 | بالهانجا: 寧善翁主)، (ولدت في ؟ وماتت في 1420) كساينغ سابقة واسمها الأصلي تشلجومسون (بالهانغل: 칠점선 | بالهانجا: 七點仙)، كانت في الأصل محظية لنام جل.

## التصوير الحديث
- مسلسل التأسيس على قناة كي بي إس في سنة 1983، وقام بدوره الممثل: إي دو سوب.
- مسلسل دموع التنين على قناة كي بي إس في سنة 1996 إلى سنة 1998، وقام بدوره الممثل: غوون أو سونغ.
- مسلسل شن دون على قناة إم بي سي كوريا في سنة 2005 إلى سنة 2006، وقام بدوره الممثل: تشوي سو هان والممثل: إي دا يل.
- مسلسل الرائي العظيم على قناة إس بي إس في سنة 2012 إلى سنة 2013، وقام بدوره الممثل: إي من هو والممثل: جونغ جو وون.
- مسلسل جونغ دو جون على قناة كي بي إس في سنة 2014، وقام بدوره الممثل: باك جن وو والممثل: جونغ ين سوك.